# Deutscher Skilehrerverband

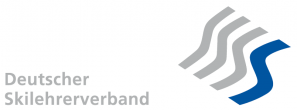
Logo des DSLV

Der Deutsche Skilehrerverband e. V. (DSLV) ist ein Berufsverband, in dem über 14.000 Schneesportlehrer sowie 270 Profi-Ski/Snowboard- und Skilanglaufschulen in Deutschland organisiert sind. Der DSLV vertritt die berufsständischen Interessen seiner Mitglieder im In- und Ausland. Mitglieder sind Ski-, Snowboard-, Skilanglauf-, Telemarklehrer und Skischulen aus den Disziplinen Ski Alpin, Snowboard, Telemark und Skilanglauf.
Derzeitiger Präsident ist Wolfgang Pohl, der Sitz und die Geschäftsstelle befindet sich in Grainau direkt neben der Talstation der Alpspitzbahn (Bayern). Der DSLV ist Mitglied im Internationalen Skilehrerverband.

## Aufgaben
Der Verband bildet Skilehrer, Snowboardlehrer, Skilanglauflehrer und Telemarklehrer aus. Mit der Technischen Universität München führt der DSLV die Ausbildung und Prüfung zum Staatlich geprüften Skilehrer durch. Schneesportlehrer mit der Qualifikation Level 3 und Staatlich geprüft erhalten die ISIA-Marke. Um die verbandsinterne Fortbildungsmarke oder die ISIA-Marke zu erhalten, müssen die Schneesportlehrer des DSLV alle zwei Jahre an einer mindestens 2-tägigen Fortbildung teilnehmen. Auch für Profi-Ski/Snowboard/Skilanglaufschulen gibt es eine 2-jährige Fortbildungspflicht.

## Ausbildung
Der DSLV bildet Schneesportlehrer in den Disziplinen Ski Alpin, Telemark, Skilanglauf und Snowboard aus. Gegenwärtig werden in den folgenden Disziplinen Abschlüsse angeboten:
- Level 1 (ehemals Grundstufe);

Ski Alpin, Telemark, Snowboard, Ski Nordisch (Langlauf)
- Level 2 (ehemals Eignungstest; Regionalskilehrer);

Ski Alpin, Telemark, Snowboard, Ski Nordisch (Langlauf)
- Level 3 (ehemals Verbandsskilehrer);

Ski Alpin, Telemark, Snowboard, Ski Nordisch (Langlauf)
- Staatliche Prüfung;

Ski Alpin, Snowboard
Die Ausbildung erfolgt durch das Ausbilderteam des Vereins.
Theoretische Grundlagen der Ausbildung bilden unter anderem der Skilehrpläne "Skifahren einfach", "Snowboarden einfach", "Skilanglaufen einfach", herausgegeben vom Deutschen Skilehrerverband. Die umfassende Reform der Ausbildungsstruktur, die zum 1. September 2013 in Kraft getreten ist, soll zu einer ganzheitlichen, polisportiven Ausbildung der Schneesportlehrer beitragen. Gegenwärtig gelten folgende Regelungen:

### Skilehrer/Snowboardlehrer/Skilehrer Nordic/Skilehrer Telemark Level 1
Die Ausbildung Level 1 ist vorrangig auf den Unterricht von Anfängern und Kindern ausgerichtet. Prüfungsvoraussetzungen sind ein Mindestalter von 16 Jahren, die Bestätigung einer Profi-Skischule im DSLV über ein 50-stündiges Praktikum und ein aktueller Erste-Hilfe-Nachweis. Das Praktikum kann durch einen zweitägigen Trainingslehrgang ersetzt werden. Die Ausbildung und Prüfung umfasst zwei Ausbildungstage zu Technik, Methodik und Theorie. Ergänzend werden zwei jeweils 45-minütige Unterrichtseinheiten zum Thema Kinderskiunterricht in der Theorie durchgeführt. Die Prüfung selbst besteht aus einem praktischen Teil zum eigenen Fahrkönnen (Prüfungsfahrten) und Lehreignung und einen theoretischen Teil (Multiple Choice).
Die Prüfung gilt als bestanden, wenn in allen Teilen jeweils mindestens die Note 4.5 (auf einer Skala von 1 bis 6) erreicht worden ist. Derzeit gibt es 7.765 Skilehrer Level 1, 32 Skilehrer Telemark Level 1, 2.570 Snowboardlehrer Level 1 und 184 Skilehrer Nordic Level 1.

### Skilehrer/Snowboardlehrer/Skilehrer Nordic/Skilehrer Telemark Level 2
Aufbauend auf den Level 1 folgt der Ausbildungsschritt zum Level 2. Die Prüfung wird wie beim Level 1 in einem kombinierten Ausbildungs- und Prüfungslehrgang abgelegt (5+1 Tage). Prüfungsteile sind 2 Fahrtechniken, Freie Abfahrt und vorbereitete Lehrprobe.
Die Prüfung gilt als bestanden, wenn in allen Teilen jeweils mindestens die Note 4,5 (auf einer Skala von 1 bis 6) erreicht worden ist.

### Skilehrer/Snowboardlehrer/Skilehrer Nordic/Skilehrer Telemark Level 3
Die Ausbildung zum Level 3 kann nach bestandener Prüfung zum Level 2 erfolgen. Folgende Zulassungsvoraussetzungen sind erforderlich:
Das Mindestalter liegt bei 18 Jahren, 150 Stunden Praktikum in einer Profi-Ski/Snowboard/Skilanglaufschule, ärztliches Attest, amtliches Führungszeugnis (nicht älter als 3 Monate), Erste Hilfe (nicht älter als 2 Jahre). Die Ausbildung und Prüfung zum Level 3 beinhaltet 3 Tage Ausbildung im Risikomanagement 1, 5 Tage Ausbildung in Motorik, Methodik und Theorie, 2 Tage Prüfung in den Bereichen Fahrtechnik, Freie Abfahrt, Fahren nach vorgegebenen Linien, unvorbereitete Lehrprobe und Klausur.
Derzeit gibt es 1.450 Skilehrer Level 3 und 304 Snowboardlehrer Level 3.

### Staatlich geprüfter Ski-/Snowboardlehrer
Die Ausbildung zum Staatlich geprüften Ski- oder Snowboardlehrer in Zusammenarbeit mit der TU München wird durch die Ausbildungs- und Prüfungsordnung für Fachsportlehrer im freien Beruf in Bayern geregelt. Die Zulassungsvoraussetzungen zum Einstieg in die staatliche Ausbildung sind der Nachweis Level 3, zusätzlicher Nachweis Level 1 in zwei weiteren Ausbildungsrichtungen, weitere 100 Std. Praktikum (hierfür ist ein Lehrverhältnis mit einem Staatl. gepr. Ski/Snowboardlehrer bei der TU München zu beantragen).
Nach bestandener Prüfung zum Level 3 müssen folgende Lehrgänge besucht werden:
- Modul Theorie (2 Tage)
- Modul Risikomanagement 2 (6 Tage) inkl. Prüfung Euro-Sicherheitstest
- Modul Motorik (5 Tage)
- Modul Methodik (4 Tage)

Die anschließende fünftägige Prüfung umfasst die Bereiche Fahrtechnik, freie Abfahrt, Fahren nach vorgegebenen Linien, Freestyle, unvorbereitete und vorbereitete Lehrprobe und 4 Klausuren.
Derzeit gibt es 1.883 staatlich geprüfte Skilehrer und 95 staatlich geprüfte Snowboardlehrer und 110 staatlich geprüfte Skilanglauflehrer.